# Domenico Tarugi
Domenico Tarugi (ur. w 1638 w Ferrarze, zm. 27 grudnia 1696 tamże) – włoski kardynał.

## Życiorys
Urodził się w 1638 roku w Ferrarze. Studiował na La Sapienzy, gdzie uzyskał doktorat z prawa. Następnie został referendarzem Trybunału Obojga Sygnatur i audytorem Roty Rzymskiej. 12 grudnia 1695 roku został kreowany kardynałem prezbiterem i otrzymał kościół tytularny Santa Maria della Scala. 2 stycznia 1696 roku został wybrany arcybiskupem Ferrary, a 12 lutego przyjął sakrę. Zmarł 27 grudnia tego samego roku w Ferrarze.